# Abeïbara (Kreis)

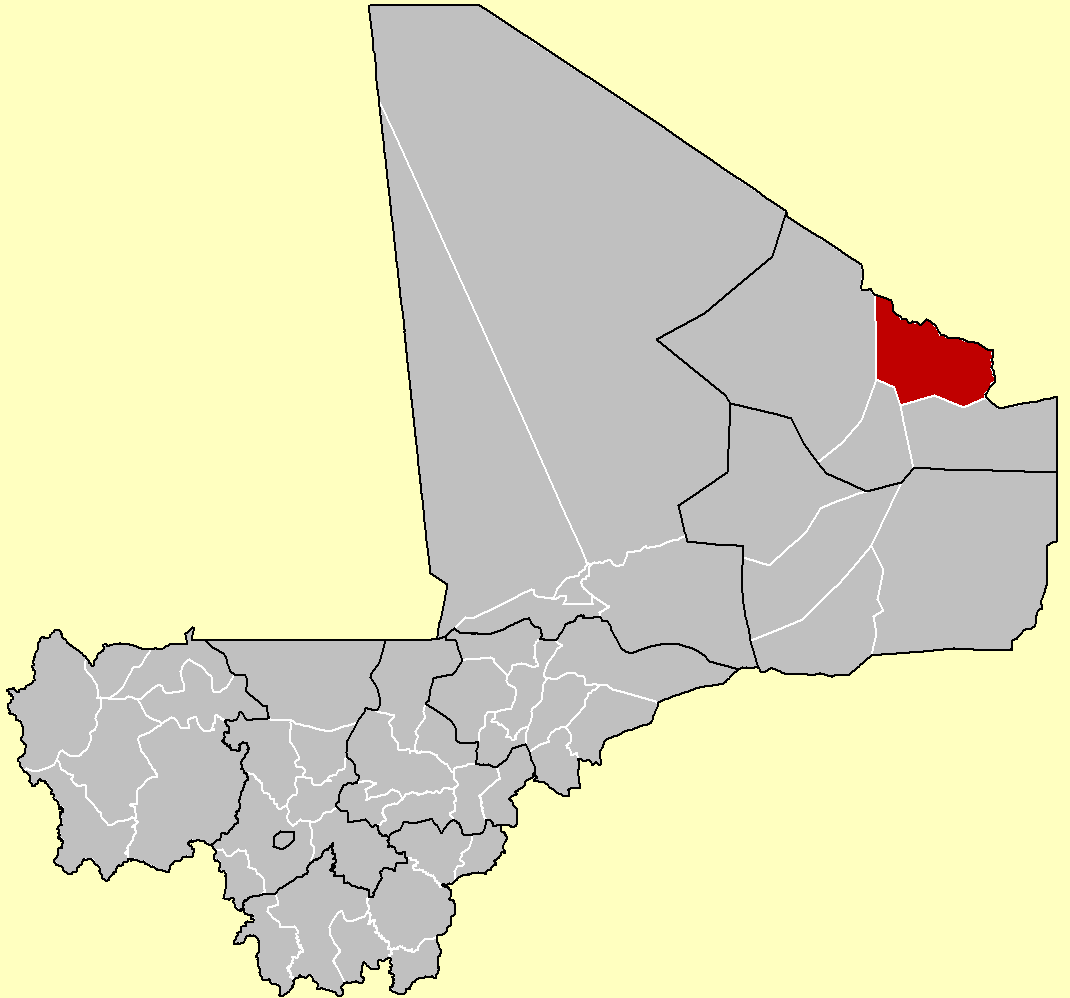
Kreis Abeïbara

Abeïbara ist der Name eines Kreises (franz. cercle de Abeïbara) in der Region Kidal in Mali.
Der Kreis teilt sich in drei Gemeinden, die Einwohnerzahl betrug beim Zensus 2009 10.286 Einwohner.
Gemeinden: Abeïbara (Mali) (Hauptort), Boghassa, Tinzawatene.